# Oribatella tridactyla
Oribatella tridactyla är en kvalsterart som beskrevs av Ruiz, Subías och Kahwash 1991. Oribatella tridactyla ingår i släktet Oribatella och familjen Oribatellidae. Inga underarter finns listade i Catalogue of Life.